# 龍泉山 (餘姚)

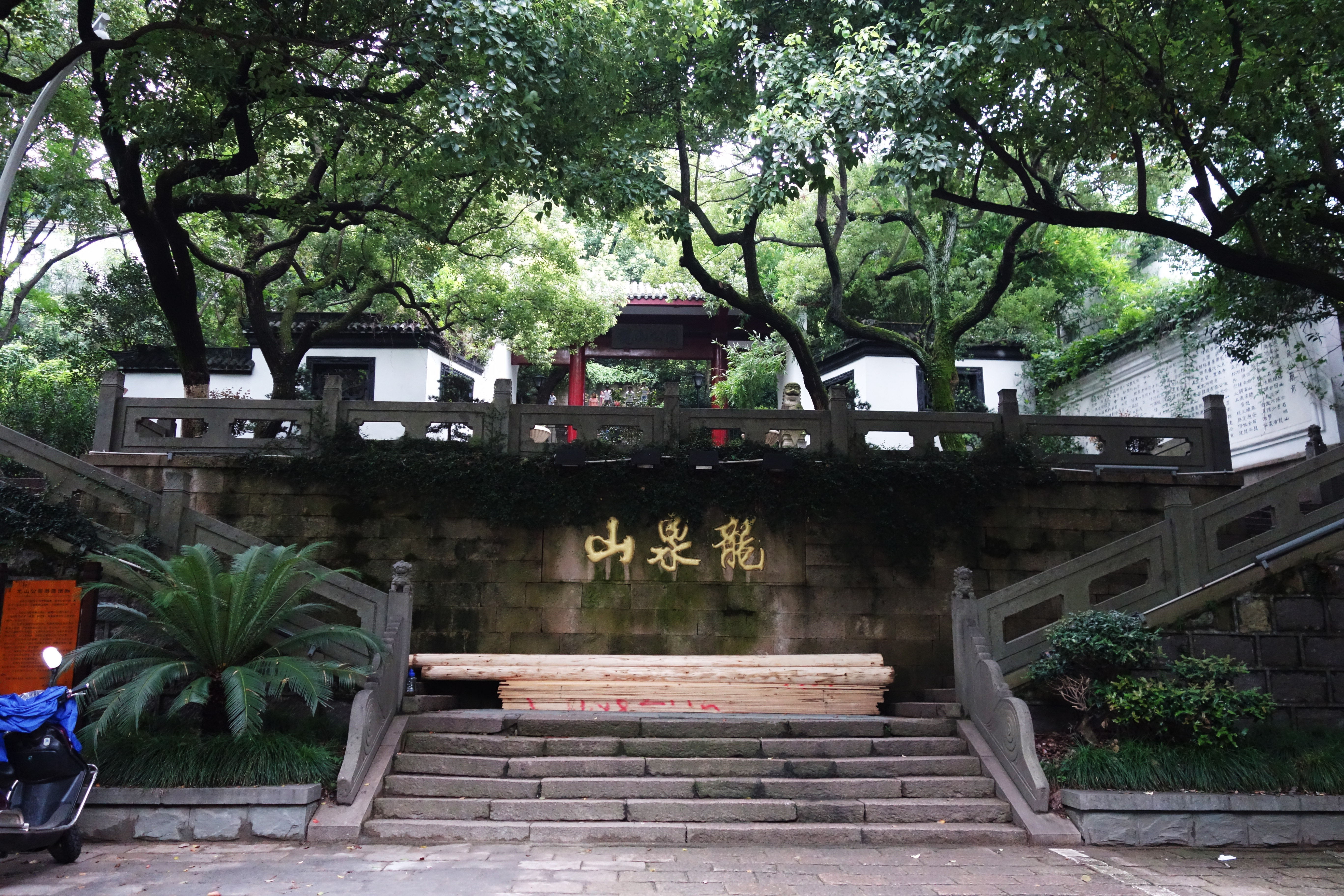
余姚龙泉山南麓

龍泉山又名灵绪山、屿山，是浙江省餘姚市的一座山丘，位于余姚市中心偏西，因山腰终年不涸的龙泉而得名。山中南大门有清代书法家翁庆龙书“文献名邦”题刻。山腰有余姚四碑亭，为县人为纪念王守仁、黄宗羲、朱舜水、严子陵四位同乡先贤而建。南山腰建有中天阁，为王守仁讲学处。此外还有龙泉井、龙泉室、文昌阁等建筑。近代建有园中园，设有动物园和苗圃。

## 延伸阅读
[在维基数据编辑]
 《欽定古今圖書集成·方輿彙編·山川典·龍泉山部》，出自陈梦雷《古今圖書集成》